# 毛凤凰竹
毛凤凰竹（学名：Bambusa multiplex var. incana）为禾本科簕竹属下的一个变种。

## 扩展阅读
- 維基物種上的相關：毛凤凰竹